# Torneo de Kitzbühel
El Torneo de Kitzbühel (conocido como  Generali Open y anteriormente denominado Interwetten Austrian Open por motivos de patrocinio) es un torneo anual de tenis masculino que se disputa en la localidad de Kitzbühel, Austria. Este evento forma parte del ATP Tour 250, aunque en el período de 1999 a 2008 perteneció a la gira ATP International Series Gold, actualmente ATP Tour 500. En la temporada 2010 fue celebrado bajo la categoría Challenger. Este certamen se disputa desde el año 1971 sobre tierra batida al aire libre.
El argentino Guillermo Vilas ha sido quien más veces ha ganado el torneo con 4 títulos en 5 finales disputadas, perdiendo una sola vez contra John Fitzgerald.

## Palmarés

### Individual masculino
| Año  | Campeón                | Subcampeón             | Resultado                  |
| ---- | ---------------------- | ---------------------- | -------------------------- |
| 1975 | Adriano Panatta        | Jan Kodeš              | 2-6, 6-2, 7-5, 6-4         |
| 1976 | Manuel Orantes         | Jan Kodeš              | 7-6, 6-2, 7-6              |
| 1977 | Guillermo Vilas        | Jan Kodeš              | 5-7, 6-2, 4-6, 6-3, 6-2    |
| 1978 | Chris Lewis            | Vladimir Zednik        | 6-1, 6-4, 6-0              |
| 1979 | Vitas Gerulaitis       | Pavel Slozil           | 6-2, 6-2, 6-4              |
| 1980 | Guillermo Vilas        | Ivan Lendl             | 6-3, 6-2, 6-2              |
| 1981 | John Fitzgerald        | Guillermo Vilas        | 3-6, 6-3, 7-5              |
| 1982 | Guillermo Vilas        | Marcos Hocevar         | 7-6, 6-1                   |
| 1983 | Guillermo Vilas        | Henri Leconte          | 7-6, 4-6, 6-4              |
| 1984 | José Higueras          | Víctor Pecci           | 7-5, 3-6, 6-1              |
| 1985 | Pavel Složil           | Michael Westphal       | 7-5, 6-2                   |
| 1986 | Miloslav Mecir         | Andrés Gómez           | 6-4, 4-6, 6-1, 2-6, 6-3    |
| 1987 | Emilio Sánchez         | Miloslav Mecir         | 6-4, 6-1, 4-6, 6-1         |
| 1988 | Kent Carlsson          | Emilio Sánchez         | 6-1, 6-1, 4-6, 4-6, 6-3    |
| 1989 | Emilio Sánchez         | Martín Jaite           | 7-6, 6-1, 2-6, 6-2         |
| 1990 | Horacio De La Peña     | Karel Novacek          | 6-4, 7-6, 2-6, 6-2         |
| 1991 | Karel Novacek          | Magnus Gustafsson      | 7-6(2), 7-6(4), 6-2        |
| 1992 | Pete Sampras           | Alberto Mancini        | 6-3, 7-5, 6-3              |
| 1993 | Thomas Muster          | Javier Sánchez         | 6-3, 7-5, 6-4              |
| 1994 | Goran Ivanišević       | Fabrice Santoro        | 6-2, 4-6, 4-6, 6-3, 6-2    |
| 1995 | Albert Costa           | Thomas Muster          | 4-6, 6-4, 7-6(3), 2-6, 6-4 |
| 1996 | Alberto Berasategui    | Àlex Corretja          | 6-2, 6-4, 6-4              |
| 1997 | Filip Dewulf           | Julián Alonso          | 7-6(2), 6-4, 6-1           |
| 1998 | Albert Costa           | Andrea Gaudenzi        | 6-2, 1-6, 6-2, 3-6, 6-1    |
| 1999 | Albert Costa           | Fernando Vicente       | 7-5, 6-2, 6-7(5), 7-6(4)   |
| 2000 | Àlex Corretja          | Emilio Benfele Álvarez | 6-3, 6-1, 3-0, ret.        |
| 2001 | Nicolás Lapentti       | Albert Costa           | 1-6, 6-4, 7-5, 7-5         |
| 2002 | Àlex Corretja          | Juan Carlos Ferrero    | 6-4, 6-1, 6-3              |
| 2003 | Guillermo Coria        | Nicolás Massú          | 6-1, 6-4, 6-2              |
| 2004 | Nicolás Massú          | Gastón Gaudio          | 6-2, 6-0                   |
| 2005 | Gastón Gaudio          | Fernando Verdasco      | 2-6, 6-2, 6-4, 6-4         |
| 2006 | Agustín Calleri        | Juan Ignacio Chela     | 7-6(9), 6-2, 6-3           |
| 2007 | Juan Mónaco            | Potito Starace         | 5-7, 6-3, 6-4              |
| 2008 | Juan Martín del Potro  | Jürgen Melzer          | 6-2, 6-1                   |
| 2009 | Guillermo García-López | Julien Benneteau       | 3-6, 7-6(1), 6-3           |
| 2010 | Circuito Challenger    | Circuito Challenger    | Circuito Challenger        |
| 2011 | Robin Haase            | Albert Montañés        | 6-4, 4-6, 6-4              |
| 2012 | Robin Haase            | Philipp Kohlschreiber  | 6-7(2), 6-3, 6-2           |
| 2013 | Marcel Granollers      | Juan Mónaco            | 0-6, 7-6(3), 6–4           |
| 2014 | David Goffin           | Dominic Thiem          | 4-6, 6-1, 6-3              |
| 2015 | Philipp Kohlschreiber  | Paul-Henri Mathieu     | 2-6, 6-2, 6-2              |
| 2016 | Paolo Lorenzi          | Nikoloz Basilashvili   | 6-3, 6-4                   |
| 2017 | Philipp Kohlschreiber  | João Sousa             | 6-3, 6-4                   |
| 2018 | Martin Kližan          | Denis Istomin          | 6-2, 6-2                   |
| 2019 | Dominic Thiem          | Albert Ramos           | 7-6(0), 6-1                |
| 2020 | Miomir Kecmanović      | Yannick Hanfmann       | 6-4, 6-4                   |
| 2021 | Casper Ruud            | Pedro Martínez         | 6-1, 4-6, 6-3              |
| 2022 | Roberto Bautista       | Filip Misolic          | 6-2, 6-2                   |
| 2023 | Sebastián Báez         | Dominic Thiem          | 6-3, 6-1                   |
| 2024 | Matteo Berrettini      | Hugo Gaston            | 7-5, 6-3                   |
| 2025 | Aleksandr Búblik       | Arthur Cazaux          | 6-4, 6-3                   |

### Dobles masculino
| Año  | Campeones                           | Subcampeones                         | Resultado            |
| ---- | ----------------------------------- | ------------------------------------ | -------------------- |
| 1975 | Paolo Bertolucci Adriano Panatta    | Patrice Dominguez François Jausffret | 6-2, 6-2, 7-6        |
| 1976 | Jiri Hrebec Jan Kodes               | Jürgen Faßbender Hans-Jürgen Pohmann | 6-7, 7-2, 6-4        |
| 1977 | Buster Mottram Roger Taylor         | Colin Dowdeswell Chris Kachel        | 7-6, 6-4             |
| 1978 | Mike Fishbach Chris Lewis           | Pavel Huntka Pavel Složil            | 6-7, 6-4, 6-3        |
| 1979 | Zeljko Franulovic Heinz Gunthardt   | Dick Crealy Antonio Zugarelli        | 6-2, 6-4             |
| 1980 | Klaus Eberhard Ulrich Marten        | Carlos Kirmayr Chris Lewis           | 6-4, 3-6, 6-4        |
| 1981 | David Carter Paul Kronk             | Marko Ostoja Louk Sanders            | 7-6, 6-1             |
| 1982 | Mark Edmondson Kim Warwick          | Rod Frawley Pavel Složil             | 4-6, 6-4, 6-3        |
| 1983 | Wojtek Fibak Pavel Slozil           | Colin Dowdeswell Zoltán Kuharszky    | 7-5, 6-2             |
| 1984 | Henri Leconte Pascal Portes         | Colin Dowdeswell Wojciech Fibak      | 2-6, 7-6, 7-6        |
| 1985 | Sergio Casal Emilio Sánchez         | Paolo Canè Claudio Panatta           | 6-3, 3-6, 6-2        |
| 1986 | Heinz Gunthardt Tomas Smid          | Hans Gildemeister Andrés Gómez       | 4-6, 6-3, 7-6        |
| 1987 | Sergio Casal Emilio Sánchez         | Miloslav Mečíř Tomáš Šmíd            | 7-6, 7-6             |
| 1988 | Sergio Casal Emilio Sánchez         | Joakim Nyström Claudio Panatta       | 6-4, 7-6             |
| 1989 | Emilio Sánchez Javier Sánchez       | Petr Korda Tomáš Šmíd                | 7-5, 7-6             |
| 1990 | Javier Sánchez Eric Winogradsky     | Francisco Clavet Horst Skoff         | 7-6, 6-2             |
| 1991 | Tomás Carbonell Francisco Roig      | Pablo Arraya Dimitri Poliakov        | 6-7, 6-2, 6-4        |
| 1992 | Sergio Casal Emilio Sánchez         | Horacio De La Peña Vojtech Flegl     | 6-1, 6-2             |
| 1993 | Juan Garat Roberto Saad             | Marius Barnard Tom Mercer            | 6-4, 3-6, 6-3        |
| 1994 | David Adams Andrei Olhovskiy        | Sergio Casal Emilio Sánchez          | 6-7, 6-3, 7-5        |
| 1995 | Francisco Montana Greg Van Emburgh  | Jordi Arrese Wayne Arthurs           | 6-7, 6-3, 7-6        |
| 1996 | Libor Pimek Byron Talbot            | David Adams Menno Oosting            | 7-6(5), 6-3          |
| 1997 | Wayne Arthurs Richard Fromberg      | Thomas Buchmayer Thomas Strengberger | 6-4, 6-3             |
| 1998 | Tom Kempers Daniel Orsanic          | Joshua Eagle Andrew Kratzmann        | 6-3, 6-4             |
| 1999 | Chris Haggard Peter Nyborg          | Álex Calatrava Dušan Vemić           | 6-3, 6-7(4), 7-6(4)  |
| 2000 | Pablo Albano Cyril Suk              | Joshua Eagle Andrew Florent          | 6-3, 3-6, 6-3        |
| 2001 | Àlex Corretja Luis Lobo             | Simon Aspelin Andrew Kratzmann       | 6-1, 6-4             |
| 2002 | Robbie Koenig Thomas Shimada        | Lucas Arnold Ker Àlex Corretja       | 7-6(3), 6-4          |
| 2003 | Martin Damm Cyril Suk               | Jürgen Melzer Alexander Peya         | 6-4, 6-4             |
| 2004 | Frantisek Cermak Leoš Friedl        | Lucas Arnold Ker Martín García       | 6-3, 7-5             |
| 2005 | Leoš Friedl Andrei Pavel            | Christophe Rochus Olivier Rochus     | 6-2, 6-7(5), 6-0     |
| 2006 | Philipp Kohlschreiber Stefan Koubek | Oliver Marach Cyril Suk              | 6-2, 6-3             |
| 2007 | Luis Horna Potito Starace           | Tomas Behrend Christopher Kas        | 7-6(4), 7-6(5)       |
| 2008 | James Cerretani Victor Hanescu      | Lucas Arnold Ker Olivier Rochus      | 6-3, 7-5             |
| 2009 | Marcelo Melo André Sá               | Andrei Pavel Horia Tecau             | 6-7(7), 6-2, [10-7]  |
| 2010 | Circuito Challenger                 | Circuito Challenger                  | Circuito Challenger  |
| 2011 | Daniele Bracciali Santiago González | Franco Ferreiro André Sá             | 7-6(1), 4-6, [11-9]  |
| 2012 | František Čermák Julian Knowle      | Dustin Brown Paul Hanley             | 7-6(4), 3-6, [12-10] |
| 2013 | Martin Emmrich Christopher Kas      | František Čermák Lukáš Dlouhý        | 6-4, 6-3             |
| 2014 | Henri Kontinen Jarkko Nieminen      | Daniele Bracciali Andrey Golubev     | 6-1, 6-4             |
| 2015 | Nicolás Almagro Carlos Berlocq      | Robin Haase Henri Kontinen           | 5-7, 6-3, [11-9]     |
| 2016 | Wesley Koolhof Matwé Middelkoop     | Dennis Novak Dominic Thiem           | 2-6, 6-3, [11-9]     |
| 2017 | Pablo Cuevas Guillermo Durán        | Hans Podlipnik Andrei Vasilevski     | 6-4, 4-6, [12-10]    |
| 2018 | Roman Jebavý Andrés Molteni         | Daniele Bracciali Federico Delbonis  | 6-2, 6-4             |
| 2019 | Philipp Oswald Filip Polášek        | Sander Gillé Joran Vliegen           | 6-4, 6-4             |
| 2020 | Austin Krajicek Franko Škugor       | Marcel Granollers Horacio Zeballos   | 7-6(5), 7-5          |
| 2021 | Alexander Erler Lucas Miedler       | Roman Jebavý Matwé Middelkoop        | 7-5, 7-6(5)          |
| 2022 | Pedro Martínez Lorenzo Sonego       | Tim Puetz Michael Venus              | 5-7, 6-4, [10-8]     |
| 2023 | Alexander Erler Lucas Miedler       | Gonzalo Escobar Aleksandr Nedovyesov | 6-4, 6-4             |
| 2024 | Alexander Erler Andreas Mies        | Constantin Frantzen Hendrik Jebens   | 6-3, 3-6, [10-6]     |
| 2025 | Petr Nouza Patrik Rikl              | Neil Oberleitner Joel Schwärzler     | 1-6, 7-6(3), [10-5]  |

## Ganadores múltiples en individuales

### Masculino
| Jugador               | Títulos | Subtítulos | Años campeonatos       | Años subcampeonatos |
| --------------------- | ------- | ---------- | ---------------------- | ------------------- |
| Guillermo Vilas       | 4       | 1          | 1977, 1980, 1982, 1983 | 1981                |
| Albert Costa          | 3       | 1          | 1995, 1998, 1999       | 2001                |
| Emilio Sánchez        | 2       | 1          | 1987, 1989             | 1988                |
| Àlex Corretja         | 2       | 1          | 2000, 2002             | 1996                |
| Philipp Kohlschreiber | 2       | 1          | 2015, 2017             | 2012                |
| Robin Haase           | 2       | -          | 2011, 2012             |                     |